# ISO 3166-2:SY

Gouvernements in Syriens

Die Liste der ISO-3166-2-Codes für  Syrien enthält die Codes für die 14 Gouvernements Syriens.

Die Codes bestehen aus zwei Teilen, die durch einen Bindestrich voneinander getrennt sind. Der erste Teil gibt den Landescode gemäß ISO 3166-1 (für  Syrien SY), der zweite den Code für das Gouvernement wieder.
Die aktuellen Codes stehen auf der Seite der ISO unter #iso:code:3166:SY zur Verfügung.

| Gouvernement | Code  |
| ------------ | ----- |
| Aleppo       | SY-HL |
| Damaskus     | SY-DI |
| Darʿā        | SY-DR |
| Deir ez-Zor  | SY-DY |
| Hama         | SY-HM |
| al-Hasaka    | SY-HA |
| Homs         | SY-HI |
| Idlib        | SY-ID |
| Latakia      | SY-LA |
| Quneitra     | SY-QU |
| ar-Raqqa     | SY-RA |
| Rif Dimaschq | SY-RD |
| as-Suwaida   | SY-SU |
| Tartus       | SY-TA |